# Alcide Railliet

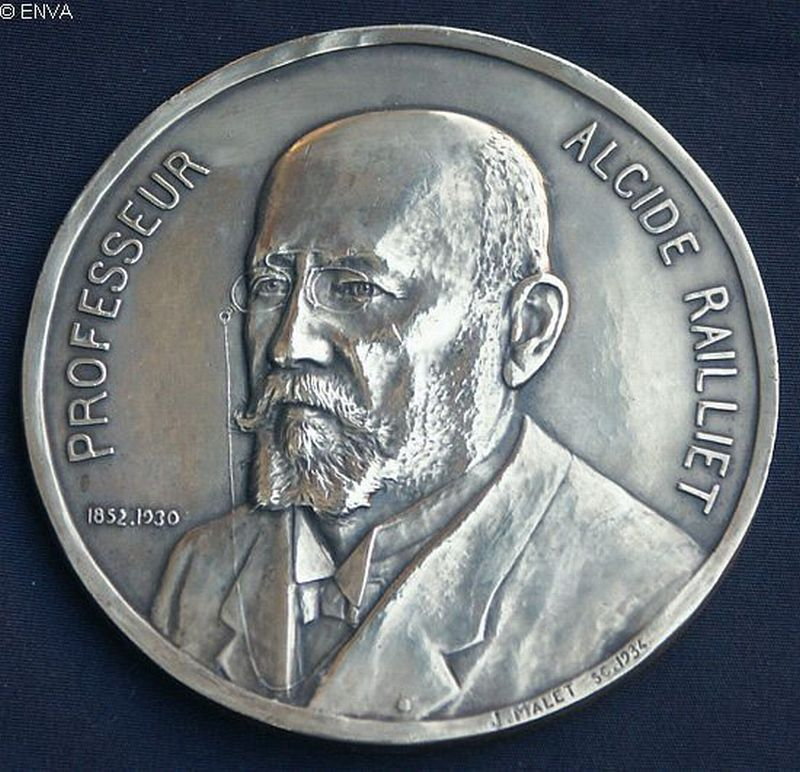
Medaille für Alcide Railliet (1934)

Alcide Louis-Joseph Railliet (* 11. März 1852 in La Neuville-lès-Wasigny, Département Ardennes; † 25. Dezember 1930 in Saint-Germain-sur-Morin) war ein französischer Tierarzt, Parasitologe und Hochschullehrer an der École nationale vétérinaire d’Alfort.

## Leben
Railliet gilt als einer der Begründer der modernen Parasitologie. Er war bis 1912 Professor für Parasitologie an der École nationale vétérinaire d’Alfort, sein Nachfolger wurde Albert Henry. 1891 war Railliet Präsident der Société zoologique de France. Sein Name wird durch einige Gattungen (Raillietia, Raillietina, Raillietascaris, Raillietnema, Raillietstrongylus und Raillietiella) und viele Arten der Milben, Faden- und Bandwürmer geehrt.
Er wurde am 29. Dezember 1896 in die Académie nationale de médecine aufgenommen.